# أطباء بلا حدود

شعار منظمة أطباء بلا حدود بالعربي.

أطباء بلا حدود (بالفرنسية: Médecins Sans Frontières، واختصارًا: MSF) هي منظَّمة طبيَّة إنسانيَّة غير حكوميَّة دوليَّة من أصلٍ فرنسيّ معروفة بمشاريعها في مناطق الصراع والدول المتأَّثرة بالأمراض المتوَّطنة. يمتد نشاط المنظَّمة إلى سبعين دولة حول العالم، ويبلغ عدد كوادرها ما يناهز الخمسة وثلاثين ألفًا معظمهم من الأطباء، والممرِّضين، وغيرهم من الخبراء الطبيين المحليين، إضافةً إلى الخبراء اللوجستيين، ومهندسيّ المياه والصرف الصحي، والإداريين. تبلغ الميزانيَّة السنويَّة للمنظَّمة نحو 1.63 مليار دولار أمريكي تقريبًا. وتُشكِّل التبَّرعات الخاصَّة التي قدَّمها أفراد إليها ما نسبته 90% من مصدر تمويل المنظَّمة، في حين عادت النسبة الباقيَّة إلى التبَّرعات التي قدَّمتها الشركات.
تأسَّست أطباء بلا حدود على يد مجموعة صغيرة من الأطباء والصحفيين الفرنسيين عام 1971 على خلفية انفصال بيافرا. وقد أراد مُؤسِّسوها لها توسيع توافر العناية الطبيَّة عبر الحدود الوطنيَّة للدول، بصرف النظر عن العرق أو الدين أو العقيدة أو الانتماء السياسيّ. تُشدِّد المنظَّمة على استقلاليتها وحيادها من أجل بلوغ هذا الهدف حيث تستبعد صراحةً العوامل السياسيَّة أو الاقتصاديَّة أو الدينيَّة من عملية صنع قرارها. ولهذا تضع حدًا على مقدار التمويل الذي تتلقاه من الحكومات أو المنظّمات الحكوميَّة الدوليَّة. مكَّنت هذه المبادئ المنظَّمة من التعبير بحرِّية عن معارضتها للحروب والفساد وغيرها من المُعوِّقات والمنغِّصات التي تثبِّط توافر الرعاية الصحيَّة ورخاء الإنسان. لم تدعو المنظَّمة على مدار تاريخها للتدَّخل العسكريّ سوى مرة واحدة خلال الإبادة الجماعيَّة الروانديَّة عام 1994.
تتحدَّد مبادئ أطباء بلا حدود وتوجيهاتها التنفيذيَّة في ميثاق مبادئ شانتييه الذي أعقبه اتفاق لامانتا. ذُكِرت الحوكمة في الباب الثاني من قسم القواعد ضمن هذه الوثيقة النهائيَّة. تتميَّز المنظَّمة بهيكليتها الترابطيَّة التي تجعل عملية اتخاذ القرارات التشغيليَّة الخاصّة بها مستقلة إلى حد كبير حيث تتوزع مراكزها التشغيلية على خمسة مدن (أمستردام، وبرشلونة-أثينا، وبروكسل، وجنيف، وباريس). يتولَّى المجلس الدولي التي تتمتع فيه الأقسام الأربعة وعشرين (المكاتب الوطنيَّة) بالتمثيل بمهمة تنسيق السياسات المشتركة فيما يتعلق بالقضايا الجوهرية. ينعقد المجلس الدولي في مدينة جنيف السويسريَّة التي يقع فيها أيضًا المكتب الدولي المسؤول عن تنسيق النشاطات الدوليَّة المشتركة بين المراكز التشغيليَّة.
تتمتع أطباء بلا حدود بصفة استشاريَّة عامَّة في المجلس الاقتصادي والاجتماعي التابع للأمم المتحدة. نالت المنظَّمة جائزة نوبل في السلام لعام 1999، اعترافًا بالجهود المتواصلة التي يبذلها أعضاءها سعيًا لتقديم الرعاية الصحيَّة في ظل الأزمات الحادَّة، فضلًا عن زيادة الوعي الدولي بالكوارث الإنسانيَّة المحتمل وقوعها. تسلَّم جيمس أوربينسكي الجائزة بالنيابة عن المنظَّمة حيث كان رئيسًا لها آنذاك. قبل حصلت أطباء بلا حدود على جائزة سول للسلام لعام 1996.

## الأصول

### بيافرا

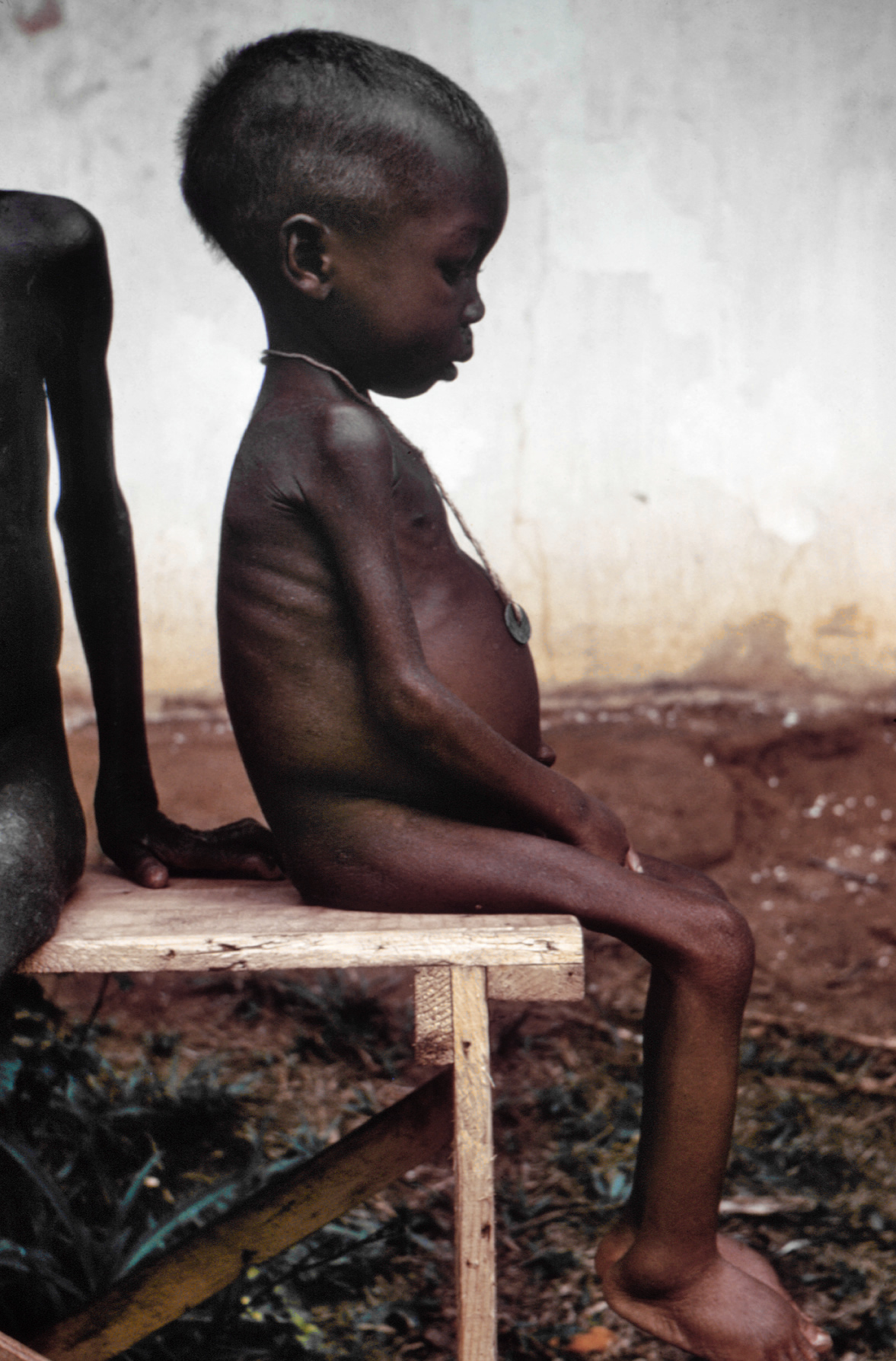
طفل مصاب بالكواشيوركور خلال الحرب الأهليَّة النيجيريَّة.

فرضت القوات المسلَّحة النيجيريَّة حصارًا طوَّقت فيه منطقة بيافرا الواقعة جنوب شرقي البلاد بعد استقلال الأخيرة إبّان الحرب الأهليَّة النيجيريَّة التي دارت رحاها خلال الفترة من عام 1967 حتى عام 1970. كانت فرنسا في ذلك الوقت واحدة من الدول الكبرى الوحيدة الداعمة لشعب بيافرا حيث انحازت المملكة المتَّحدة، والاتحاد السوفيتي، والولايات المتحدة إلى الحكومة النيجيريَّة. لم يعرف العالم أوضاع بيافرا تحت الحصار. وهكذا تطوع عدد من الأطباء الفرنسيين في صفوف الصليب الأحمر الفرنسي للعمل في المشافي ومراكز التغذيَّة في بيافرا المُحاصرة. كان برنار كوشنير الذي أصبح فيما بعد سياسيًا فرنسيًا رفيع المستوى، أحد المشاركين في تأسيس المنظَّمة.
استهدف الجيش النيجيري المتطوعين بعد وصولهم للبلاد، بالإضافة إلى العاملين الصحيين البيافريين. شاهد هؤلاء المتطوعون بأم أعينهم كيف قتلت قوات الحصار للمدنيين وجوَّعتهم حتى الموت. جاهر الأطباء بانتقادهم للحكومة النيجيريَّة والصليب الأحمر على سلوكهما الذي بدا متواطئًا. خلص أولئك الأطباء إلى الحاجة الداعيَّة لتأسيس منظَّمة إغاثيَّة جديدة تتجاهل الحدود السياسيَّة أو الدينيَّة وتضع على رأس أولوياتها أوضاع الضحايا.

### التأسيس عام 1971
أسَّست حفنة من الأطباء الفرنسيين الذين عملوا في بيافرا مجموعة الطوارئ الطبيَّة والتدخل الجراحي عام 1971. هدفت هذه المجموعة إلى تقديم المساعدة الإنسانيَّة، وشدَّدت على أهمية التزام الحياد بغية حفظ حقوق الضحايا. شكَّل محرر الدورية الطبيَّة الفرنسيَّة «تونوس» ريمون بوريل في نفس الوقت، مجموعة تُدعى الإغاثة الفرنسية الطبية في استجابة لإعصار بولا الذي ضرب باكستان الشرقيَّة (الآن بنغلاديش) عام 1970، وخلَّف وراءه ما لا يقل 625 ألف قتيل. أراد بوريل تجنيد الأطباء في صفوف المجموعة من أجل تقديم يد العون لضحايا الكوارث الطبيعيَّة. اندمجت هاتين المجموعين من الزملاء لتشكِّل أطباء بلا حدود بتاريخ 22 ديسمبر عام 1971.
كانت أولى مهام المنظَّمة في العاصمة النيكاراغويَّة ماناغوا التي كان قد ضربها زلزال ألحق دمارًا واسعًا بالمدينة، وأدى إلى مقتل ما يتراوح من عشرة آلاف إلى الثلاثين ألف شخص في عام 1972. وصلت المنظَّمة التي تشتهر في يومنا هذا بسرعة استجابتها، بعد ثلاثة أيام من مباشرة الصليب الأحمر لمهمته الإغاثيَّة في البلاد. تسبَّب إعصار فيفي الذي ضرب هندوراس خلال يومي الثامن عشر والتاسع عشر من سبتمبر عام 1974، بفيضانات كبيرة في البلاد موديًا بحياة آلاف الأشخاص (تختلف التقديرات)، وهناك أنشئت أطباء بلا حدود أول بعثة إغاثيَّة طبيَّة طويلة الأمد في تاريخها.
نزح ملايين الكمبوديين إلى تايلاند المجاورة عقب انتصار شمال فيتنام على الجنوب وسقوط الأخيرة. كان سبب موجة النزوح هذه هربًا من أعمال العنف والقتل التي نفَّذها نظام الخمير الحمر بزعامة بول بوت في البلاد خلال الفترة من عام 1975 حتى عام 1979. أقامت المنظَّمة أول مخيم للاجئين في تاريخها بتايلاند كجزء من الجهود الساعيَّة لإيواء النازحين الكمبوديين. وأقامت المنظَّمة بعثات إغاثيَّة طويلة الأمد في كمبوديا بعد انسحاب فيتنام من البلاد عام 1989. هدفت هذه البعثات إلى تقديم المساعدة للناجين من عمليات القتل الجماعي التي نفَّذها النظام السابق، فضلًا عن إعادة تأهيل النظام الصحي الكمبودي. يمكن اعتبار بعثات المنظَّمة في تايلاند لمساعدة ضحايا الحرب في جنوب شرق آسيا أول بعثة قامت بها المنظَّمة في تاريخها خلال وقت الحرب. بيدَّ أنَّ أول بعثة فعليَّة نفَّذتها المنظَّمة في منطقة حرب كانت إبَّان الحرب الأهليَّة اللبنانيَّة في عام 1976 حين واجهت البعثة نيرانًا معاديَّة. عملت أطباء بلا حدود على الأرض في لبنان لمدة تسعة سنين متواصلة (1976–1984) حيث ساعدت في إجراء العمليات الجراحيَّة في مختلف مشافي البلاد خلال فترة الحرب الأهليَّة. رسَّخت المنظَّمة خلال هذه الفترة سمعة بحيادها واستعدادها لأداء مهامها الإنسانيَّة تحت نيران الحرب. قدَّمت المنظمة يد العون والإغاثة للمقاتلين المسلمين والمسيحيين على حد سواء دون تمييز حيث سارعت لمساعدة أي مجموعة كانت تحتاج للمساعدة الطبية. اضطرت المنظَّمة لسحب معظم متطوعيها من البلاد بعد تدهور الوضع الأمني الخاص بالمنظَّمات الإنسانيَّة في عام 1984.

## القيادة الجديدة
اُنتخب كلود ماليوريه رئيسًا جديدًا لأطباء بلا حدود عام 1977. جاء هذا على خلفية النقاشات التي دارت حيال مستقبل المنظمَّة، ولا سيما فيما يتعلق بمفهوم «الشهادة» الذي يشير إلى إجهار المرء وتحدثه حول المعاناة التي يشهد على وقوعها أمام عينيه بدلًا من التزامه الصمت. كان ماليوريه ومؤيدوه يعارضون أو يقلِّلون من أهمية «الشهادة» حيث أعتقد الأخير أنَّه يمكن للمنظَّمة تجنب التعرض لانتقادات حكومات الدول التي تعمل ضمنها من خلال النأي بنفسها عن ذلك. في حين اعتبر كوشنير أنَّ توثيق المعاناة وإخبار العالم بما يحصل في بلد من البلدان كان أكثر طريقة فعَّالة حتى تحل المشكلة.
في عام 1979، وجَّهت مجموعة من المثقفين الفرنسيين دعوة إلى مشروع «قارب من أجل فيتنام» في صحيفة لو موند. كان الهدف من المشروع تقديم المساعدة الطبيَّة للاجئين. هذا وقد جاءت هذه الدعوة بعد أربع سنوات من النزوح الجماعيّ للاجئين الفارين من جنوب فيتنام والدول المجاورة لها سيرًا على الأقدام وبالقوارب. لم تحظى الفكرة بتأييد غالبية أعضاء المنظَّمة. ومع ذلك فقد استأجر الوزير اللاحق برنار كوشنير مع آخرين سفينة تدعى «جزيرة الضوء» لتحقيق هذه المبادرة على أرض الواقع. وبالفعل فقد أبحرت السفينة التي كان على متنها مجموعة من الأطباء والصحفيين والمصورين الفوتوغرافيين باتجاه بحر الصين الجنوبي، وقدَّمت بعض المساعدات الطبيَّة للنازحين على القوارب. جاءت منظَّمة «أطباء العالم» المُنشقة التي قامت بمبادرة السفينة بالفكرة القائلة بوجوب التدخل الإنساني باعتباره أمرًا واجبًا وتحديدًا على الدول الغربيَّة مثل فرنسا. وفي عام 2007، أوضحت المنظَّمة طيلة ما يقرب الثلاثين عامًا وجود اختلافات في وجهات النظر مع كوشنير حيال عدد من القضايا مثل الحق في التدخل باستخدام القوة العسكريَّة لأسباب إنسانيَّة التي كان كوشنير يؤيدها. أمَّا المنظَّمة فكانت تدافع عن مبدأ مزاولة العمل الإنسانيّ غير المتحيز والمستقل عن جميع القوى السياسيَّة، والاقتصاديَّة، والدينيَّة.

### تطور المنظمة
في عام 1982، استطاع مالوريه وروني برومان (الذي أصبح رئيس المنظمة) من رفع مستوى الاستقلاليَّة الماليَّة التي تمتعت بها المنظَّمة من خلال تطبيق فكرة جمع التبرعات عبر البريد. كذلك شهدت الثمانينيات تأسيس فروع العمليات الأخرى التابعة للمنظَّمة التي انبثقت عن الفرع الفرنسيّ (1971) وهي الفرع البلجيكيّ (1980)، والسويسريّ (1981)، والهولنديّ (1984)، والإسبانيّ (1986). كان الفرع اللوكسمبورغيّ المُتأسِّس عام 1986 أول فرع مساند. شهد مطلع تسعينيات القرن العشرين تأسيس غالبية الأفرع المساندة للمنظَّمة: الفرع اليونانيّ (1990)، والأمريكيّ (1990)، والكنديّ (1991)، واليابانيّ (1992)، والبريطانيّ (1993)، والإيطاليّ (1993)، والأستراليّ (1994)، بالإضافة إلى فروع المنظَّمة في كل من ألمانيا، والنمسا، والدنمارك، والسويد، والنرويج، وهونغ كونغ (أمَّا فرع الإمارات فقد تأسَّس لاحقًا). لعبَ مالوريه، وبرومان دورًا مؤثّرًا في الرفع من مستوى مهنية المنظَّمة. في ديسمبر عام 1979، سارعت المنظَّمة إلى إقامة بعثات ميدانيَّة على الأرض لتقديم المساعدة الطبية للمجاهدين بعد الاجتياح السوفيتي لأفغانستان. وفي فبراير عام 1980، شجبت المنظَّمة نظام الخمير الحمر علنًا. أنشأت المنظَّمة برامج تغذية إغاثيَّة على الأرض في إثيوبيا عام 1984 خلال المجاعة التي أصابت البلاد خلال الفترة من عام 1983 حتى عام 1985، ولكن تعرضت المنظَّمة للفصل من البلاد في عام 1985، بعد إدانتها لإساءة استخدام المساعدات الدوليَّة وإعادة التوطين القسريّ. كان من شأن قيام منظَّمة أطباء بلا حدود بتوجيه انتقادات علنيَّة وصريحة للحكومة الإثيوبيَّة، أن أدّى إلى انتقاد المنظَّمات غير الحكوميَّة الأخرى لها على ما اعتبروه تخليها عن حيادها الُمفترض. كما أسهمت هذه الحادثة في إثارة مجموعة من النقاشات حول موضوع الأخلاقيات الإنسانية في فرنسا. كما قامت المنظَّمة بتركيب مُعدَّات لإنتاج مياه شرب نظيفة لسكان العاصمة السلفادوريَّة سان سلفادور. وهذا عقب الزلزال الذي ضرب المدينة في 10 أكتوبر عام 1986.

### السودان
عملت منظَّمة أطباء بلا حدود على توفير المساعدات الإنسانيَّة الطبيَّة على الأرض في السودان منذ عام 1979. تُعدّ السودان من البلدان التي كانت قد قاست الأمرين بما عانته من مجاعات، وحرب أهليَّة، وانتشار لسوء التغذيَّة، فضلًا عن تسجيلها لواحد من أعلى معدلات وفيات أمومة في العالم بأسره. في مارس عام 2009، نقلت تقارير إخباريَّة عن تخصيص المنظَّمة لـ4,590 عامل ميداني في البلاد من أجل تدارك عدد من التحديات التي تواجهها السودان مثل النزاعات المسلحة، والأمراض الوبائيَّة، والرعاية الصحيَّة، والإقصاء الاجتماعي. يُعدّ وجود المنظَّمة في السودان أحد أكبر التدخلات الإنسانيَّة التي قامت بها المنظمة في تاريخها حيث تعمل المنظَّمة على توفير مجموعة من خدمات الرعاية الصحيَّة من بينها تقديم الدعم الغذائي، والرعاية الصحيَّة الإنجابيَّة، وعلاج داء الكالإزار، فضلًا عن الخدمات الاستشاريَّة والجراحيَّة للسكان المحليبن. يُعدّ كلًا من السل، والكالإزار المعروف أيضًا باسم داء الليشمانيات الحشوي، والتهاب السحايا، والحصبة، والكوليرا، والملاريا من ضمن الأمراض الشائعة المنتشرة في السودان.

#### الكالإزار في السودان

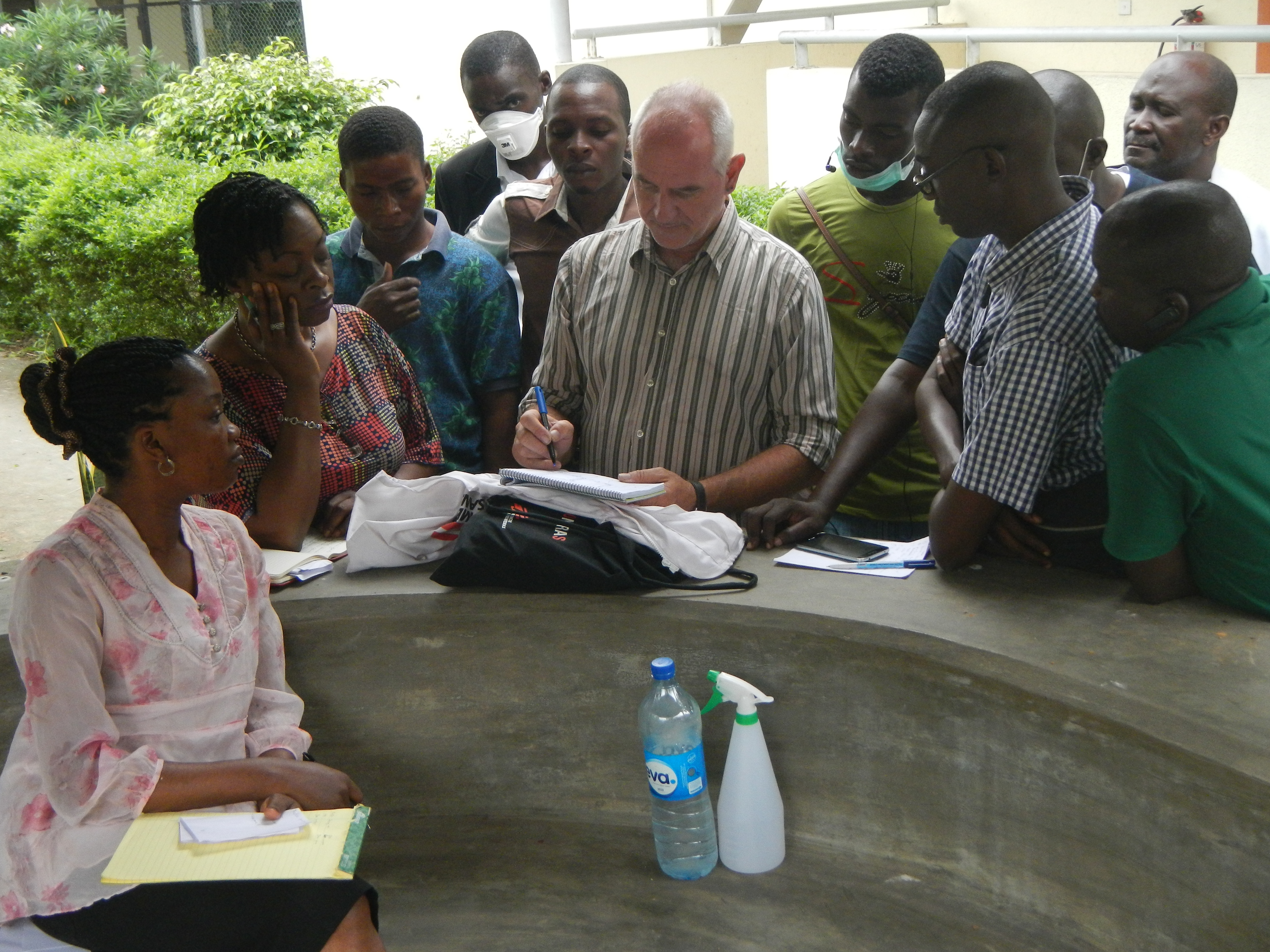
مسؤول لوجستي في منظمة أطباء بلا حدود في نيجيريا يعرض الخطط

كان الكالإزار المعروف كذلك باسم داء الليشمانيات الحشوي من بين كبرى المشاكل الصحيَّة التي واجهتها السودان. ساعد زيادة الاستقرار الذي في المنطقة إلى الدفع بعجلة الجهود الراميَّة لتوفير الرعاية الصحيَّة. وجاء ارتفاع مستوى الاستقرار في البلاد على خلفية التوقيع على اتفاقية السلام الشامل بين شمال وجنوب السودان بتاريخ 9 يناير عام 2005. في عام 2008، جربَّت المنظّمة مزيجًا من ستيبوغلوكونات الصوديوم والباروموميسين يعمل على خفض مدة العلاج (من 30 يومًا لتصبح 17 يومًا)، بالإضافة إلى خفضه للكلفة. وفي مارس عام 2010، أقامت المنظّمة أول مركز لعلاج داء الكالإزار تابع لها في شرق السودان. وفَّر هذا المركز العلاج المجاني للمرضى الذين كانوا دون توافر العلاج قد واجهوا شبح الموت. تصل نسبة الوفيات الناتجة عن داء الكالإزار إلى 99% في حال عدم علاجه خلال مدة تتراوح من شهر إلى أربعة أشهر من تاريخ إصابة الشخص بالعدوى. استطاعت المنظَّمة علاج أكثر من سبعة وعشرين ألف مريض مصاب بالكالإزار منذ افتتاح المركز. هذا وقد وصلت نسب نجاح العلاج ما بين الـ90 والـ95 بالمئة تقريبًا. كان هناك خطط لافتتاح مركز علاج آخر في مدينة ملكال بجنوب السودان لاستيعاب أعداد المرضى الكبيرة الذين يحتاجون للعلاج. كما عملت المنظَّمة على تزويد المشافي بالمستلزمات الطبية الضروريَّة، فضلًا عن تأهيل الكوادر الطبيَّة السودانيَّة للمساعدة على احتواء انتشار المرض. عملت منظمة أطباء بلا حدود على التنسيق مع وزارة الصحة السودانيَّة وغيرها من المؤسَّسات الوطنيَّة والدوليَّة من أجل تعزيز الجهود الرامية لتحسين تشخيص وعلاج مرض الكالإزار. كما أُجِريت الأبحاث لمعرفة المزيد حول سبل العلاج ولقاحات هذا المرض. في ديسمبر عام 2010، شهدت جنوب السودان أسوأ تفشٍ للكالإزار مرَّ على البلاد منذ ثمانية سنوات، وعليه فقد تضاعف أعداد المرضى الذين يحتاجون للعلاج إلى ثمانية أضعاف ما كان عليه خلال العام الذي سبقه.

#### منشآت الرعاية الصحية في السودان
استمرت الحرب الأهليَّة السودانيَّة الثانيّة بدءًا من عام 1983 حتى توقيع شمال وجنوب السودان على اتفاق سلام فيما بينهما عام 2005. كانت الفرق الطبيَّة التابعة لمنظمة أطباء بلا حدود منتشرة خلال فترة الحرب الأهليَّة وقبل نشوبها حيث عملت المنظَّمة على توفير المساعدات الإنسانيَّة الطبيَّة في عدد من المواقع. زادت الحرب من تردي حال البنية التحتيَّة في جنوب السودان، وهو الأمر الذي أدَّى إلى تدهور المؤشرات الصحيَّة الخاصّة بالمنطقة إلى درجة كبيرة حيث لا تتوفر سبل الرعاية الصحيَّة الأساسيَّة لما تصل نسبته إلى 75% من الأشخاص في البلاد، وتفارق واحدة من كل سبعة نساء الحياة خلال الإنجاب. كما يُشكِّل سوء التغذية وتفشي الأمراض مصدر قلق. في عام 2011، تعرضت عيادة تابعة للمنظَّمة تقع في ولاية جونغلي للنعب والتخريب على يد مجهولين. كما لقي المئات من النساء والأطفال حتفهم، بالإضافة إلى فقدان أدوية ومعدَّات طبيَّة قيِّمة، ودمار أجزاء من مرافق المنظمة نتيجة اندلاع حريق فيها. كان لهذا الحادث تداعيات بالغة السلبية لكون هذه العيادة المركز الوحيد للرعاية الصحية الأساسيَّة في هذا الجزء من ولاية جونغلي.

### مطلع تسعينات القرن العشرين
شهدت مطلع تسعينيات القرن العشرين افتتاح المنظَّمة لفروع جديدة بالتوازي مع إنشاء بعثات ميدانيَّة على الأرض خلال مجموعة من أسوأ الأوضاع التي واجهتها المنظَّمة في تاريخها على الإطلاق.
في عام 1990، دخلت المنظَّمة ليبيريا لأول مرة بغية تقديم المساعدة للمدنيين واللاجئين المتأثرين بالحرب الأهليَّة الليبيريَّة. دأب المتطوعون في المنظَّمة على توفير حاجات السكان من الغذاء، والرعاية الصحيَّة الأساسيَّة، فضلًا عن القيام بحملات التلقيح الجماعيَّة خلال فترات الاقتتال المتواصل خلال التسعينيات وما تبعه من اندلاع الحرب الأهليَّة الليبيريَّة الثانيَّة. كما انتقدوا الهجمات على المشافي ومراكز التغذيَّة ولا سيما في العاصمة مونروفيا.
أنشئت البعثات الميدانيَّة على الأرض لإغاثة اللاجئين الأكراد الهاربين من حملة الأنفال. كما كانت تُجمع الأدلة توثيقًا للفظائع المرتكبة في عام 1991. كذلك شهد نفس العام اندلاع الحرب الأهليَّة الصوماليَّة التي أنشأت المنظَّمة خلالها عددًا من البعثات الميدانيَّة في عام 1992، جنبًا إلى جنب مع بعثة الأمم المتَّحدة لحفظ السلام. واظب العاملين في منظَّمة أطباء بلا حدود على أداء مهامهم الإغاثيَّة الميدانيَّة في الصومال من إغاثة وتشغيل للعيادات والمشافي لخدمة المدنيين، وذلك بالرغم من تجميد الأمم المتَّحدة لعملياتها في البلاد بحلول عام 1993.
بدأت المنظَّمة في أداء مهامها الإنسانيَّة للمرة الأولى في سربرنيتسا (الواقعة في بوسنة والهرسك) كجزء من قافلة الأمم المتَّحدة في عام 1993. وجاء ذلك بعد مرور عام على اندلاع الحرب البوسنيَّة. طوَّق جيش صرب البوسنة المدينة التي كان يقطنها نحو 60 ألف نسمة من البوشناق. غدت المدينة جيبًا واقعًا تحت قوة الحماية التابعة للأمم المتحدة. كانت أطباء بلا حدود المنظَّمة الوحيدة التي تمكَّنت من توفير الرعاية الصحيَّة للمدنيين الواقعين تحت الحصار، ومن أجل هذا السبب لم تستطع المنظَّمة إدانة الإبادة الجماعيَّة خشية فصلها من البلاد (ولكنَّها أدانت عدم وجود منظمات أخرى). أُجبِرت المنظَّمة على مغادرة المنطقة بعد استيلاء جيش صرب البوسنة عليها عام 1995. تعرض نحو 40 ألف مدني من البوشناق للترحيل ولقي نحو 7 آلاف شخص مصرعهم في عمليات إعدام جماعيَّة.

### رواندا
أُلحِق بعض مندوبي المنظَّمة العاملين في رواندا ضمن الفريق الطبي للجنة الدوليَّة للصليب الأحمر عندما بدأت أحداث الإبادة الجماعيَّة الروانديَّة في شهر أبريل من عام 1994، وذلك بغية توفير غطاء حماية لهم. نجحت كلتا المنظَّمتين في الحفاظ على عمل جميع المستشفيات الرئيسيَّة في العاصمة الروانديَّة كيغالي طوال الفترة الرئيسيَّة التي وقعت فيها الإبادة الجماعية. اضطرت المنظَّمة مع غيرها من المنظَّمات الإغاثيَّة الأخرى لمغادرة البلاد في عام 1995، وهذا رغم مزاولة العديد من المتطوعين من منظمتي أطباء بلا حدود واللجنة الدوليَّة للصليب الأحمر لأعمالهم بموجب قواعد المشاركة في اللجنة الدوليَّة للصليب الأحمر التي عدَّت الحياد أهمية قصوى. أثارت هذه الأحداث النقاش داخل المنظَّمة حول مفهوم الموازنة ما بين حياد العاملين الإغاثيين ودورهم كشهود. تغيَّر موقف المنظَّمة فيما يتعلق بمبدأ الحياد نتيجة للبعثة في رواندا حتى أصبح أقرب في مضمونه إلى موقف اللجنة الدوليَّة للصليب الأحمر، وهو ما مثَّل نقلة نوعيَّة ملحوظة في تاريخ المنظَّمة في ضوء الرجوع إلى أصولها.

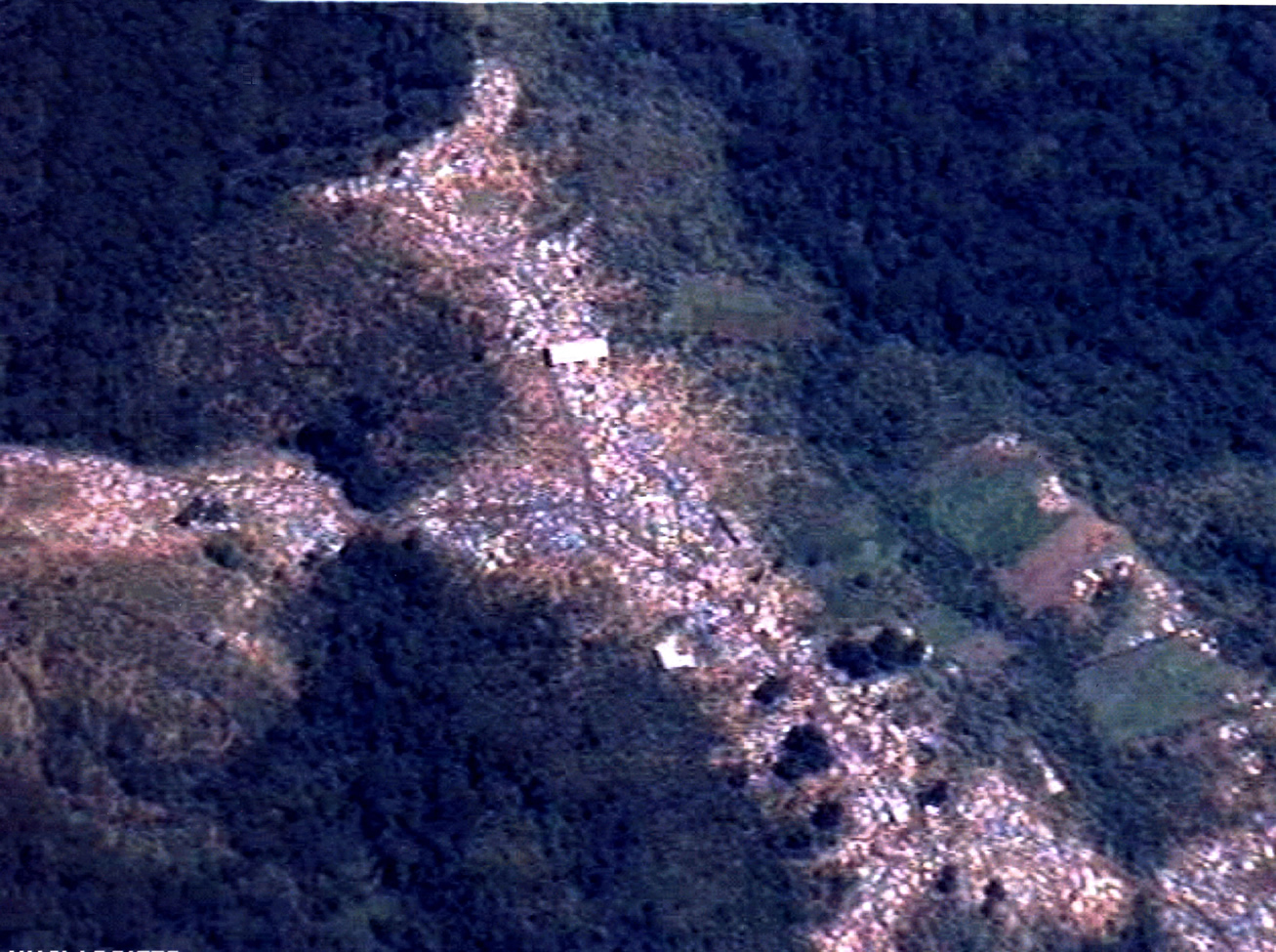
صورة جويَّة لمخيم ميهاندا للاجئين الواقع في زائير عام 1996. تظهر في الصورة ما يربو عن خمسمئة خيمة خاصة باللاجئين الروانديين

بلغ عدد العاملين المحليين في منظَّمة أطباء بلا حدود الذين لقوا حتفهم خلال الإبادة الجماعيَّة ما يقرب المئة شخص خلال إدائهم لواجبهم الإنساني الإغاثي على الأرض، فيما بلغ عدد العاملين الإغاثيين التي فقدتهم اللجنة الدوليَّة للصليب الأحمر الخمسة وستين شخصًا. اتخذ الفرع الفرنسي من المنظَّمة قرار إجلاء فريقهم من البلاد (بينما اضطر العاملون المحليون للبقاء). أدانت المنظَّمة قتل عامليها، وناشدت القوات المسلَّحة الفرنسيَّة بالتدخل لوقف الإبادة الجماعيَّة. نشر الفرع الفرنسي من المنظَّمة شعار «لا يمكن للمرء إيقاف حدوث إبادة جماعيَّة بالأطباء» في وسائل الإعلام. تبعها شن الجيش الفرنسي لعملية الفيروز المثيرة للجدل تحت غطاء أممي في غضون أقل من شهر. أدَّى هذا التدخل بصورة مباشرة أو غير مباشرة إلى نزوح مئات الآلاف من اللاجئين الروانديين باتجاه زائير وتنزانيا فيما أصبح يُعرف بأزمة لاجئي البحيرات العظمى، وما أعقبها من انتشارٍ لأوبئة الكوليرا، وحدوث المجاعات، فضلًا عن زيادةٍ في عمليات القتل الجماعي التي استهدفت مجموعات كبيرة من المدنيين. عاد الفرع الفرنسي من المنظَّمة إلى المنطقة ليعمل على تقديم المساعدات الطبيَّة للاجئين في غوما.
بلغت حدة التنافس بين منظَّمة أطباء بلا حدود واللجنة الدولية للصليب الأحمر وغيرهما من المنظمات الإغاثيَّة أشدَّها في وقت الإبادة الجماعيَّة. بيدَّ أنَّ الظروف في رواندا دفعت إلى إحداث تغيير جذري في الطريقة التي انتهجتها المنظمات الإنسانيَّة فيما يتعلق بالبعثات الإغاثيَّة. وضعت اللجنة الدولية للصليب الأحمر مدوَّنة قواعد السلوك لحركة الصليب والهلال الأحمر والمنظَّمات غير الحكوميَّة للإغاثة في حالات الكوارث عام 1994، وكان الهدف منه توفير إطار عمل للبعثات الإنسانيَّة. هذا وقد كانت منظَّمة أطباء بلا حدود من بين الأطراف الموقِّعة على مدوَّنة السلوك هذه. كما تدعو المدوَّنة إلى توفير المساعدات الإنسانيَّة فقط، وحثَّت جميع منظّمات الإغاثة على عدم تلبية أي مصالح سياسيَّة أو دينيَّة لأي طرفٍ كان أو أن تجعل المنظمات من نفسها أدوات في يد الحكومات الأجنبيَّة. ومع ذلك فقد وجدت المنظَّمة منذ حينها الضرورة لإدانة تصرفات صادرة عن حكومات مثل الإدانة التي أصدرتها خلال حرب الشيشان الثانية عام 1999، ولكنها لم تدعو إلى تدخل عسكريّ آخر منذ ذلك الحين.

### سيراليون
أنشأت المنظَّمة في أواخر تسعينات القرن العشرين بعثات في منطقة بحر آرال للمساعدة في الجهود المبذولة لعلاج مرضى السل، وفقر الدم من السكان المحليين، فضلًا عن تقديم يد العون للمدنيين المتأثرين بالمجاعات والأمراض المُقاومة للدواء، وأوبئة الكوليرا والإيدز. نجحت المنظَّمة في تلقيح ثلاثة ملايين نيجيري بلقاحات التهاب السحايا خلال الوباء الذي تفشّى في المنطقة عام 1996. كما ندَّدت المنظَّمة بالإهمال الذي تتعمَّد طالبان ممارسته في مجال الرعاية الصحيَّة الخاصّة بالنساء في عام 1997. لعل أهم بلد أنشأت فيها المنظَّمة بعثات خلال فترة أواخر التسعينيات هي سيراليون التي كانت حينها في خضم حرب أهليَّة. في عام 1998، بدأ متطوعون بالمساعدة على إجراء العمليات الجراحيَّة في العاصمة فريتاون بهدف استيعاب الأعداد المتزايدة من حالات بتر الأطراف. كما ساعدوا في تدوين إحصاءات للسكان المدنيين (رجال ونساء وأطفال) الذين تعرضوا لهجمات شنَّتها عصابات كبيرة من رجال أدَّعوا انتمائهم لمجموعة المراقبة التابعة للجماعة الاقتصاديَّة لدول غرب أفريقيا. كانت هذه العصابات تتنقل بين القرى والبلدات وتعوث بها قتلًا وخرابًا حيث كانوا يخترقون حرمة المنازل، ويبترون إحدى الذراعين للرجال أو كلتاهما، ويغتصبون النساء، ووصل بهم الأمر أن كانوا يرمون عائلات بأكملها بالرصاص الحي، ويجبرون الناجين على مغادرة المنطقة. شملت المشاريع طويلة الأمد التي أعقبت نهاية الحرب الأهلية تقديم الدعم النفسي للضحايا، وإدارة آلام الأطراف الوهميَّة.

## البعثات الجارية

الدول التي كان لمنظَّمة أطباء بلا حدود بعثات فيها عام 2015.

انطلقت حملة إتاحة الوصول إلى الأدوية الأساسيَّة الاي أطلقتها أطباء بلا حدود في أواخر عام 1999. هدفت هذه الحملة إلى فتح منبر جديد يمكن من خلاله رفع الوعي حيال النقص في العلاجات واللقاحات الفعَّالة المتاحة في البلدان الناميَّة. في عام 1999، تحدَّثت المنظَّمة عن قلة المساعدات الإنسانيَّة في كوسوفو والشيشان، مما دفعها إلى إنشاء بعثات ميدانيَّة على الأرض لمساعدة المدنيين المتضررين نتيجة للاختلافات السياسيَّة بين الأطراف المتصارعة في هاتين المنطقتين. يعود تاريخ عمل المنظَّمة على الأرض في كوسوفو إلى عام 1993، بيدَّ أنَّ نشوب حرب كوسوفو أدَّى إلى نزوح عشرات الآلاف من اللاجئين، وتراجع الظروف المعيشيَّة للسكان. عملت المنظَّمة على تقديم ما استطاعت إليه من مأوى، ومياه، ورعاية صحيَّة للمدنيين المتضررين من حملة القصف الإستراتيجية لحلف الناتو.
واجهت المنظَّمة خلافًا داخليًا حينما تعرض الفرع اليونانيّ منها للفصل على خلفية خلاف بشأن عمل المنظَّمة في كوسوفو. استطاع الفرع اليونانيّ من المنظَّمة دخول صربيا شرط قبولها للشروط التي أملتها الحكومة الصربيَّة على العاملين فيها من ناحية المواقع التي بمقدورهم الذهاب إليها وتفقدها. هذا وقد رفض باقي أعضاء حركة أطباء بلا حدود هذه القيود. ذكر مصدر ليس على ارتباط بالمنظَّمة أن فصل الفرع اليونانيّ كان بسبب ما قام به الأعضاء من تقديم المساعدات للمدنيين الألبان والصرب في بريشتينا خلال حملة قصف الناتو في المنطقة. لم يلتئم هذا الصدع حتى أُعيد ضم الفرع اليونانيّ إلى المنظَّمة الأم عام 2005.
كانت أوضاع المدنيين في الشيشان رديئة نتيجة ما قاسوه من عنف على أثر الحرب الشيشانيَّة الثانيَّة حيث تعرَّض الكثير من السكان المدنيين إلى التهجير القسري من منازلهم. وهنا جاء دور منظَّمة أطباء بلا حدود في إنشاء حملات ميدانيَّة إغاثيَّة على الأرض.
يعود تاريخ تواجد المنظَّمة على الأرض في هايتي إلى عام 1991. هذا وقد شهدت البلاد ارتفاعًا كبيرًا في الهجمات المدنيَّة وجرائم الاغتصاب التي مارستها الجماعات المسلَّحة بعد الإطاحة بالرئيس جان برتران آريستيد عن سدة الحكم. عملت المنظَّمة على توفير الدعم الطبي والنفسي في المستشفيات حيث أجرت عمليات جراحيَّة بالمجان وهي الوحيدة التي كانت تُجرى دون مقابل في العاصمة بورت أو برانس. كما أنشأت بعثات ميدانيَّة لإعادة تأهيل نُظم إدارة المياه والمخلفات، وتقديم العلاج للناجين من الفيضانات الكبيرة الناجمة عن إعصار جين، وضمان حصول المرضى المصابين بفيروس العوز المناعي البشري/الإيدز، والملاريا (كِلا هذين المرضين منتشرين في البلاد) على أشكال أفضل من العلاج والمتابعة. أشارت التقارير الواردة من هايتي عقب الزلزال الذي ضرب البلاد يوم 12 يناير عام 2010 إلى تعرض المشافي الثلاثة التي تديرها المنظَّمة في هايتي لأضرار جسيمة، حتى أنَّ أحدها انهار كليًا، في حين هُجِر المشفيين الآخرين. سارعت منظَّمة أطباء بلا حدود إلى إرسال تسع طائرات إغاثيَّة محمَّلة بالتجهيزات الطبيَّة، وأقامت مشفى ميداني للمساعدة في الجهود المبذولة لإسعاف وعلاج الضحايا، ولكن لم تتمكن بعض هذه الطائرات من الهبوط مباشرةً وتأخير هبوطها لبعض الوقت بسبب الضغط الهائل في الطائرات العسكريَّة والإغاثيَّة التي أرسلتها دول العالم للمساعدة في تدارك الكارثة التي حلَّت على هذا البلد الفقير.
ساعدت المنظَّمة في جهود الإغاثة بولاية جامو وكشمير على وقع الصراع الذي تعيشه المنطقة الواقعة شمال الهند حيث عملت المنظَّمة على مساعدة النازحين المدنيين الذين هربوا من الاشتباكات الدائرة في ولاية جامو وكشمير، وولاية مانيبور. هذا وقد سبقَ لمنظَّمة أطباء بلا حدود إقامة بعثة ميدانيَّة سابقة في المنطقة عام 1999. يُعدّ تقديم الدعم النفسي لضحايا الاقتتال من الأهداف الرئيسيَّة لبعثة المنظَّمة، ولكن سعت فرق المنظَّمة أيضًا لإعداد برامج طبيَّة بغية علاج مرضى السل، والملاريا، وفيروس العوز المناعي البشري/الإيدز. أولت المنظَّمة قدرًا كبيرًا من الاهتمام بالصحة النفسيَّة في معظم مناطق جنوب آسيا منذ زلزال المحيط الهندي عام 2004.
دخلت المنظَّمة في عملية مُطوَّلة ومُسهبة من النقاش الداخلي، والفحص والتدقيق الذاتيّين خلال فترة 2005–2006 حيث نُوقشت العديد من المحاور والجوانب من بينها التأكيد على المعاملة العادلة لمواطني الدول على اختلافها دون تمييز، والإنصاف في التوظيف، والنقد الذاتيّ.

### أفريقيا

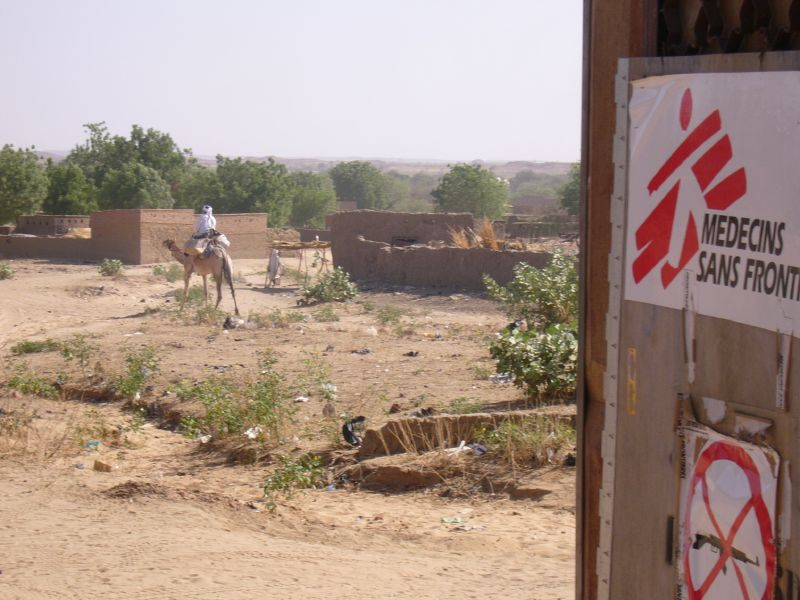
مركز صحي تابع للمنظِّمة في دارفور عام 2005.

تواجدت منظِّمة أطباء بلا حدود على الأرض في عدد كبير من البلدان الأفريقيَّة على مدى عقودٍ من الزمن، وكانت أحيانًا المنظَّمة الإنسانية الوحيدة التي قدَّمت خدمات الرعاية الصحيَّة، والغذاء، والمياه في بعض المناطق. ما تزال البعثات الميدانيَّة طويلة الأمد ضرورية، وهذا رغم الجهود الدَؤوبة التي بذلتها المنظَّمة لزيادة التغطية الإعلاميَّة للوضع في أفريقيا بغية زيادة الدعم الدولي. تكمن إحدى مهام المتطوعين الرئيسيَّة الواقعة على عاتقهم في العمل على مداواة وعلاج مرضى فيروس العوز المناعي البشري/الإيدز في منطقة أفريقيا جنوب الصحراء، بالإضافة إلى زيادة الوعي وتثقيف الناس حول المرض إذ تعاني دول هذه المنطقة أعلى معدَّلات للوفيات وحالات الإصابة في العالم بأسره. تلقَّى 5.25 مليون شخصًا في الدول الناميَّة علاجًا بالعقاقير المضادة للفيروسات الرجعيَّة من أصل 14.6 مليونًا كانوا في حاجةٍ إليه. ولهذا فقد واظبت منظمة أطباء بلا حدود على حث الحكومات والشركات على زيادة البحث والتطوير في علاجات فيروس العوز المناعي البشري/الإيدز سعيًا لخفض الكلفة وزيادة التوافر (انظر مرض الإيدز في أفريقيا لمزيد من المعلومات).
أدت حربيّ الكونغو الأولى والثانية إلى ارتفاع في مستويات العنف الحاصل في المنطقة وعملت على زعزعة استقرارها. كانت المنظَّمة نشطة ميدانيًا على الأرض في منطقة الكونغو منذ عام 1985. اضطرت المنظَّمة إلى إجلاء فرقها من عدة مناطق في الكونغو مثل بونيا الواقعة ضمن مقاطعة إتوري بسبب شدة العنف، ولكنها ظلت تواصل العمل في مناطق أخرى حيث قدَّمت الغذاء لعشرات آلاف المدنيين المهجَّرين، فضلًا عن معالجة الضحايا الناجين من حملات الاغتصاب الجماعي والاقتتال المحتدم. كما تعمل المنظَّمة على توفير العلاج واللقاحات الخاصَّة بالأمراض المُنتشرة مثل الكوليرا، والحصبة، وشلل الأطفال، وحمى ماربورغ، وداء المثقبيات الأفريقي، وفيروس العوز المناعي المكتسب/الإيدز، والطاعون الدملي، وذلك من أجل درء خطر حدوث تفشيات وبائيَّة أو إبطاء المُتفشي منها.
تمارس المنظَّمة مهامها الإنسانيَّة على الأرض في أوغندا منذ عام 1980 حيث قدَّمت الإغاثة للمدنيين في فترة حروب العصابات التي عاشتها البلاد بعد عودة ميلتون أوبوتي لسدة الحكم من جديد بعد الإطاحة بعيدي أمين. بيدَّ أنَّ تأسيس جيش الرب للمقاومة أذعن ببداية فترة طويلة من العنف في شمال أوغندا وجنوب السودان. تعرَّض المدنيون لحملات من القتل، والاغتصاب، والتعذيب الجماعي، بالإضافة إلى اختطاف الأطفال من أجل تجنيدهم للقتال في صفوف المليشيات فيما بعد أو لاستخدامهم كعبيد جنسيين. أقامت المنظَّمة مخيَّمات إيواء إغاثيَّة للأشخاص المُهجَّرين داخليًا الذين ناهزت أعدادهم المليون ونصف شخص. قدَّمت هذه المخيَّمات الغذاء، ومياه الشرب النظيفة، وخدمات الصرف الصحي لضحايا العنف من النازحين. هناك خطر تفشي أمراض السل، والحصبة، وشلل الأطفال، والكوليرا، والإيبولا، وفيروس العوز المناعي المكتسب/الإيدز، في البلاد على شكل أوبئة. ولذلك يعمل المتطوعون على تقديم اللقاحات (في حالات الحصبة وشلل الأطفال) و/أو العلاج للسكان المحليين. كذلك تنظر فرق المنظَّمة إلى الصحة النفسيَّة باعتبارها جانبًا هامًا لا يمكن إغفاله من عملية العلاج الطبي في أوغندا لأن معظم الناس الذين في مخيَّمات إيواء الأشخاص المُهجَّرين داخليًا يرفضون مغادرتها خشية تعرّضهم للاعتداء.
أقامت المنظَّمة أول بعثة ميدانيَّة لها في ساحل العاج عام 1990، بيدَّ أنَّ العنف المتواصل وقيام جماعات المتمردين والقوات الحكوميَّة بتقسيم البلاد في عام 2002، أدَّى إلى وقوع العديد من المذابح، حتى أنَّ المنظَّمة أعلنت عن شكها في وقوع أعمال تطهير إثني. تُعدّ المنظمة الوحيدة من نوعها التي تقدم جهود الإغاثة الإنسانيَّة في معظم أنحاء البلاد من خلال إشرافها على مشاريع من أجل القيام بحملات تلقيح جماعيَّة ضد مرض الحصبة، وعلاج المصابين بمرض السل، وإعادة تأهيل المشافي المتضرِّرة نتيجة الاقتتال.
شجَّعت المنظَّمة على استخدام وسائل منع الحمل في أفريقيا التي تشهد دولها نموًا سكانيًا هائلًا لا طائل له.
تمكَّنت المنظَّمة بمفردها من سد الاحتياجات الطبيَّة خلال تفشي وباء إيبولا في غرب أفريقيا عام 2014، وذلك بعدما تجاهل العالم إلى حد كبير التحذيرات المُبكرة التي كانت قد أطلقتها المنظّمة حيال خطر حدوث تفشي وبائي للفيروس في المنطقة.
في عام 2014، دخلت المنظمة في شراكة تهدف لاستخدم تقنية النطاق العريض عبر الأقمار الصنعيَّة لإدخال تقنيات الصحة الإلكترونيَّة، والتطبيب عن بعد إلى مناطق معزولة من البلدان الناميَّة. دخل هذا المشروع حيز التطبيق لأول مرة في سيراليون خلال تضافر الجهود من أجل احتواء تفشي وباء إيبولا.
ساعد فرع بوروندي من المنظَّمة في معالجة الضحايا الذين أصيبوا في الانهيارات الأرضيَّة في بوروندي عام 2019.

### كمبوديا
قدمت منظمة أطباء بلا حدود في البداية المساعدة الطبية للمدنيين واللاجئين الذين فروا إلى المخيمات على طول الحدود التايلندية الكمبودية في عام 1979، وكان هناك نقص شديد في نظام الرعاية الصحية المناسب في البلد بسبب عقود طويلة من الحرب، وانتقلت منظمة أطباء بلا حدود إلى الداخل للمساعدة في إعادة هيكلة المرافق الطبية الأساسية في عام 1989.
أصيبت كمبوديا بوباء الملاريا في عام 1999، وتفاقمت حالة الوباء بسبب الافتقار إلى الأطباء الممارسين المؤهلين وسوء مراقبة الجودة، مما أدى إلى ظهور سوق العقاقير المزيفة المضادة للملاريا، وكانت الأدوية المزيفة المضادة للملاريا مسؤولة عن وفاة ما لا يقل عن 30 شخصًا أثناء الوباء، وقد دفع هذا الأمر أطباء بلا حدود إلى بذل جهد لأجل إنشاء وتمويل مشروع للتوعية بالملاريا واستخدام العمال في القرية ضد الملاريا، كما قامت أطباء بلا حدود بتحويل العلاج من الخط الأول إلى العلاج المركب أرتيسونات ومفلوكوين (Artesunate and Mefloquine) لمكافحة العقاقير القديمة لمميتة التي كانت تستخدم لعلاج المرض تقليديًا.
تعد كمبوديا واحدة من أكثر بلدان جنوب شرق آسيا تضررًا بفيروس نقص المناعة البشرية «الإيدز». وقد بدأت منظمة أطباء بلا حدود في تقديم العلاج المضاد للفيروسات الراجعة (ARV) لمرضى الإيدز بالمجان في عام 2001، ويطيل هذا العلاج من حياة المرضى، وهو علاج طويل الأجل. أنشأت منظمة أطباء بلا حدود في عام 2002 عيادات أمراض مزمنة مع وزارة الصحة الكمبودية في مختلف المقاطعات لدمج علاج الإيدز مع علاج أمراض ارتفاع ضغط الدموالسكري والتهاب المفاصل، التي تنتشر بشكل مرتفع. ويهدف هذا الأمر إلى الحد من الوصمة المرتبطة بالمنشأة، حيث يتمكن المرضى من الحصول على العلاج في عيادة متعددة الأغراض على عكس مركز علاج متخصص للإيدز.
كما قدمت منظمة أطباء بلا حدود مساعدات إنسانية في أوقات الكوارث الطبيعية مثل: الفيضانات الكبرى في عام 2002، والتي أثرت على ما يصل إلى 1.47 مليون شخص، وقدمت أيضًا برنامج لمرض السل على مستوى المجتمع المحلي في عام 2004 في القرى النائية، حيث فوضت المنظمة المتطوعين من القرى لتسهيل علاج المرضى، وفي شراكة مع السلطات الصحية المحلية والمنظمات غير الحكومية الأخرى، شجعت منظمة أطباء بلا حدود العيادات اللامركزية، ووفرت العلاجات المحلية إلى مناطق أكثر ريفية من عام 2006، وقامت أيضًا منذ عام 2007 بتقديم الرعاية الصحية العامة، والمشورة، وعلاج الإيدز والسل إلى السجون في بنوم بنه عن طريق العيادات المتنقلة، ولا يزال سوء الإصحاح ونقص الرعاية الصحية سائدين في معظم السجون الكمبودية، حيث تعد السجون من أكثر السجون ازدحاماً في العالم.
وعملت منظمة أطباء بلا حدود مع وزارة الصحة الكمبودية في عام 2007 على توفير الدعم النفسي والاجتماعي والتقني في مجال تقديم العلاج للأطفال المصابين بفيروس الإيدز، كما قدمت إمدادات طبية وموظفين للمساعدة في واحدة من أسوأ حالات تفشي حمى الضنك في عام 2007، والتي أدخلت أكثر من 40 ألف شخص إلى المستشفى، وقد مات بسببها 407 أشخاص، وكان معظمهم من الأطفال.
وقد أصيبت المقاطعات الجنوبية والشرقية من كمبوديا بوباء الكوليرا في عام 2010، واستجابت منظمة أطباء بلا حدود بتوفير الدعم الطبي الذي كُييف للاستخدام في البلد.
وتعد كمبوديا واحدة من الإثنين والعشرين دولة المدرجة في قائمة منظمة الصحة العالمية على أنها تتحمل عبئا كبيرًا من السل، وطبقًا لتقديرات منظمة الصحة العالمية فإن هناك حوالي 64% من الكمبوديين يحملون مرض متفطرة سلية (tuberculosis mycobacterium)، وبالتالي حولت منظمة أطباء بلا حدود تركيزها منذ ذلك الحين من فيروس الإيدز إلى السل، فسلمت معظم البرامج المتعلقة بالإيدز إلى السلطات الصحة المحلية.

### ليبيا
لقد دفعت الحرب الأهلية الليبية في عام 2011 منظمة أطباء بلا حدود إلى بذل جهد من أجل إنشاء مستشفى وخدمات الصحة العقلية لمساعدة السكان المحليين المتضررين من الصراع، وقد خلق القتال أعداد كبيرة من المرضى الذين كانوا في حاجة إلى الجراحة، ومع عودة أجزاء من البلاد ببطء إلى أماكن ملائمة للعيش، بدأت منظمة أطباء بلا حدود في العمل مع موظفي الصحة المحليين لتلبية الاحتياجات، ومع زيدة الحاجة إلى المشورة النفسية، أقامت منظمة أطباء بلا حدود خدمات الصحة العقلية لمعالجة مخاوف وإجهاد الناس الذين يعيشون في خيام بلا مياه وكهرباء، وتعد منظمة أطباء بلا حدود هي المنظمة الدولية الوحيدة التي لها وجود فعلي في الدولة في الوقت الحالي.

### البحر الأبيض المتوسط
تقدم منظمة أطباء بلا حدود خدمات البحث والإنقاذ البحري في البحر المتوسط لإنقاذ المهاجرين الذين يحاولون العبور باستخدام قوارب غير صالحة للإبحار، وقد بدأت البعثة في عام 2015 بعد أن أنهى الاتحاد الأوروبي عملية البحث والإنقاذ الرئيسة «بحرنا» (لاتينية: Mare Nostrum) في البحر المتوسط، والتي أدت إلى تضاؤل شديد في قدرات البحث والإنقاذ في البحر المتوسط، وخلال البعثة قامت منظمة أطباء بلا حدود بتشغيل سفنها الخاصة مثل: بوربون أرجوس (Bourbon Argos) (2016– 2015)، وديجنتي (Dignity I) (2016- 2015)، وبردونس (Prudence) (2016)، كما قدمت المنظمة فرق طبية لدعم منظمات غير حكومية أخرى وسفنهم مثل: مواس فينيكس (MOAS Phoenix) (2015) أو أكواريوس (Aquarius) مع منظمة إس أو إس ميديترني (2017-2018) (SOS Méditerranée) وميديتيرانيا سيفينج هيومن (Mediterranea Saving Humans)، وقررت منظمة أطباء بلا حدود تعليق أنشطة بردونس في أغسطس/آب 2017 احتجاجًا على قيود وتهديدات «حرس السواحل الليبي».
اضطرت منظمة أطباء بلا حدود ومنظمة إس أو إس ميديترني إلى إنهاء عمليات أكواريس، وهي آخر سفينة متبقية تدعمها منظمة أطباء بلا حدود، وجاء ذلك بعد هجمات من دول الاتحاد الأوروبي، والتي ألغت تسجيل السفينة وأحدثت اتهامات جنائية ضد منظمة أطباء بلا حدود، وقد أنقذت المنظمة أو ساعدت ما يصل إلى 80000 شخص منذ بداية البعثة.

### سريلانكا
تشارك منظمة أطباء بلا حدود في سريلانكا، حيث انتهت الحرب الأهلية التي دامت 26 عامًا في عام 2009، وقد قامت منظمة أطباء بلا حدود بتكييف أنشطتها هناك لمواصلة مهمتها، على سبيل المثال: تساعد المنظمة في علاج المرضى المصابين بإصابات في الحبل الشوكي، وتقوم بإجراء جلسات استشارية، كما أنه قامت بإنشاء غرفة العمليات لجراحة تقويم العظام البناءة، وزودت الجراحين المتخصصين وأطباء التخدير والممرضات لعلاج المرضى الذين يعانون من إصابات معقدة مرتبطة بالحرب.

### اليمن
تشارك منظمة أطباء بلا حدود في المساعدة في الأزمة الإنسانية التي أحدثتها الحرب الأهلية في اليمن، وتدير المنظمة أحد عشر مستشفى ومركزًا صحيًا في اليمن، وتقدم الدعم إلى 18 مستشفى آخرى أو مركزًا صحيًا، ووفقًا لمنظمة أطباء بلا حدود، دًمرت أربعة من مستشفياتها وسيارة إسعاف منذ أكتوبر/تشرين الأول 2015 بسبب الغارات الجوية التي شنها التحالف بقيادة السعودية، وفي هجوم جوي على مستشفى عبس في أغسطس/آب 2016، قُتل 19 شخصًا، من بينهم أحد موظفي منظمة أطباء بلا حدود، وأصيب 24 شخصًا، وطبقًا لمنظمة أطباء بلا حدود، فإن إحداثيات نظام تحديد المواقع العالمي للمستشفى كانت مشتركة بشكل متكرر مع جميع أطراف النزاع، بما في ذلك التحالف الذي تقوده السعودية، وكان موقعه معروفًا.

## وصلات خارجية
- أطباء بلا حدود على موقع الموسوعة البريطانية (الإنجليزية)
- الموقع الرسمي (بالعربية)
- الموقع الرسمي (بالإنجليزية)